# 人間学
人間学（にんげんがく、独: Anthropologie、英: anthropology）は、一般に「人間とは何か?」「人間の本質とは何か」という問いに哲学的な思考と実証的な調査で答えようとする学問である。通常は哲学の一部門として扱われ、哲学的人間学（てつがくてきにんげんがく、独: Philosophische Anthropologie、英: philosophical anthropology、仏: anthropologie philosophique）の名で呼ばれることもある。その他、民族学、文化人類学、生物学的人間学などの諸科学にもその学問分野での人間学を語る人たちも少なくない。

## 概念
日本語のいわゆる「人間学」はドイツ語の 'Anthropologie' の訳語であり、ドイツ語圏ではこの語はかつては人間に関する哲学的な研究を意味するものであった。この語を「人類学」と訳する者もいるが、英米圏のAnthropologyが人類を生物学的に研究する自然人類学のみならず、人類の文化的社会的な側面を研究する文化人類学を含むことから、20世紀に興った哲学の一部門を「哲学的人間学」（独:Philosophische Anthropologie、英：philosophical anthropology、仏：anthropologie philosophique）と呼び、人間学と人類学を区別するのが通例である。
フランスのティヤール・ド・シャルダン、ガブリエル・マルセルらの人間学は、この流れとはまた別の出自のものである。

## 歴史

### 前史
哲学史における「人間」という問題は極めて重要な位置を占めている。人間とは何かという問いかけは、古代から問われつづけてきた問題であるが、長い間それは少なからず、哲学や宗教に限らず、宇宙や神を通じてでのみ考えられることであった。
人間学が「学」として現われるためには、近世哲学の出発点であるルネ・デカルトによる自我概念の発見以降の、18世紀の啓蒙思想まで待たねばならなかった。自身が自己に責任を持って考え行動するという考えが広まっていくとき、それは一人の独立した存在としての人間であるという考えを普及させていくことにほかならず、そこには大元である「（一人の独立した存在としての）人間とは何か?」という問いかけが潜んでいた。このような背景から、次第に人間学が姿を現しはじめたのである。
イマヌエル・カントは、この「人間学」の立場を明確にした代表的な哲学者でもある。カントは、哲学には、「わたしは何を知ることができるのだろうか」（Was kann ich wissen？）、「わたしは何をすべきなのであろうか」（Was soll ich tun？）、「わたしは何を望むのがよいのだろうか」（Was darf ich hoffen？）、「人間とは何だろうか」（Was ist der Mensch？）という4つの問題に対応する4つの分野があるとした上で、最後の問題について研究する学を「人間学」であるとした。高坂正顕は、カント哲学の全体を人間学の大系であるとしており、以後、カントは「人間学」を自身の哲学の根本のひとつにしていたという見方がされるようになった。
その後、この「人間とは何か」という問題は、ドイツ観念論を通じて、ヘーゲルの弁証法に受け継がれ、人間精神における自由への本性の理論付けなどに多大な範囲に及んだ。さらに、この流れはヘーゲル左派からカール・マルクスへという唯物論の見地へと受け継がれていく。それまで意識や精神といった観念論的な概念を通じての人間存在を、より還元的なものとし、「人間中心主義的な世界観」の構築を説いていくという流れとなっていった。
19世紀、「歴史の世紀」と呼ばれる時代には、歴史学のみならず、化学、生理学から地理学、民族学、民俗学、心理学などが発展し、人間についてのさまざまな情報が溢れ返るようになった。チャールズ・ダーウィン、ジークムント・フロイトの名前もその中にある。
以上のような流れの中で、ダーウィンの進化論が当時の学界を震撼させ、人間の動物的で惨い部分が次第に見られていくようになった。フリードリヒ・ニーチェはダーウィンを明確に否定したが、その思想の一部に影響を受け、人間はサルから超人への綱渡り（発展途上）であると説いた（このニーチェによって「ディオニソス的人間」という哲学的人間学に繋がっていく脱人間中心主義の立場が提唱されたともいえる）。

### 哲学的人間学の成立
1928年、ダルムシュタットの郊外にあるカイゼルリンク伯爵の「英知の学校」で、マックス・シェーラーが招聘講演として「宇宙における人間の位置」と題する講演を行い、人間学研究の提言をしたのが、この問題意識の嚆矢だったといわれている。彼によれば、現代はわたしたちが人間とは何かということを全く知らず、かつ、そのことを熟知している時代であるとされ、哲学的人間学は、人間が自身に抱く自意識の歴史について、その自意識が突然に増大し続けている現代の事態を解釈するための学問とされる。この問題について、彼はその著書『人間と歴史』および『包括的人間学からの断章』において、人間の自己像の解釈を、「宗教的人間学」、「ホモ・サピエンス」、「ホモ・ファーベル」、「生の哲学における人間学」、「要請としての無神論における人間学」の五つに類型化し、それぞれに対して同等の現代的アクチュアリティを要求することによって答えようとした。
この講演は、かなりの反響をドイツ語圏の哲学、文化的な世界にもたらし、シェーラーの提言の直後にでたヘルムート・プレスナーの『有機物の諸段階と人間―哲学的人間学入門』は、既にこの言葉を副題に取り込んでおり、その後はアーノルト・ゲーレンの『哲学的人間学』、『人間学の探究』、『人間　その本性および世界における位置』という三部作がこの方面の最大の業績のひとつになる。
ミヒャエル・ラントマン、エーリッヒ・ロータッカー、わけてもヴァルター・シュルツらが注目した仕事であり、エルンスト・カッシーラーの『象徴形式の哲学』、『人間』、ハンナ・アーレントの『精神の生活』もこの系列の仕事と看做される。
ハイデッガーは、大学における講義では哲学的人間学に好意的に触れていた時期もあったが、主著『存在と時間』（哲学的人間学への言及は少なくない）において決別の意を明らかにした。ヤスパースも『世界像の時代』『現代の精神的状況』で賛否の態度を示した。
当時のドイツの動向は、日本国内では三木清の『構想力の論理』の中にも紹介がある。国内で、この思想の流れの中で人間学を模索したのは、京都学派の高山岩男の『哲学的人間学』が代表的である。彼の後、この思想的な手がかりは、教育学の世界に引き継がれ、1970年代、ドイツでオットー・フリードリッヒ・ボルノウらを中心にディルタイ系の教育学研究者の間で、教育人間学、人間学的教育学を巡る議論が活発化し、人間学への関心が国内でも再炎した。たとえば、森昭の『教育人間学』を筆頭に、下程勇吉などにこの方面の著作がある。
20世紀に入って、それまで構想されていた理想的な人間社会が無残に打ち砕かれ、社会と国家、科学技術の発展で我々は「人間不在」というあらたな問題を直視せざるを得ない状況となり、改めて人間として生きる意義について問われ、実存思想が一時流行したりしたが、現代では、この人間学の問題は既に哲学という学問だけでは解決できない事態になっている。そのため、経験科学としての生物学的人間学、ドイツ系の民族学ないしアングロサクソン系の文化人類学は哲学的人間学とは異なる別のアプローチからこの問題の解決を目指そうとしている。
現代では、シェーラーの示した「ホモ・ファーベル」と「ディオニソス的人間」という人間像は、進化論と生の哲学が結び付くことによって、伝統的な西洋中心の理性的な人間像の反省を迫ったが、それを超えて、経験科学的な人類生物学的研究と結び付くことによって「欠陥存在としての人間」という全く新たな人間像が作り出されてしまった。哲学的人間学の現代的な評価はいまだ定まったものではないが、例えばヴァルター・シュルツは、哲学的人間学の根本規定の無意味化について触れている。